# Tri Klyucha
Tri Klyucha (en ruso: Три Ключа) es una localidad rural (un pueblo) en Michurinsky Selsoviet, distrito de Sharansky, Baskortostán, Rusia. La población era 107 a partir de 2010. Hay 3 calles.[cita requerida]

## Geografía
Tri Klyucha se encuentra a 29 km al noreste de Sharan (el centro administrativo del distrito) por carretera. Borisovka es la localidad rural más cercana.

## Clima
| Parámetros climáticos promedio de Tri Klyucha | Parámetros climáticos promedio de Tri Klyucha | Parámetros climáticos promedio de Tri Klyucha | Parámetros climáticos promedio de Tri Klyucha | Parámetros climáticos promedio de Tri Klyucha | Parámetros climáticos promedio de Tri Klyucha | Parámetros climáticos promedio de Tri Klyucha | Parámetros climáticos promedio de Tri Klyucha | Parámetros climáticos promedio de Tri Klyucha | Parámetros climáticos promedio de Tri Klyucha | Parámetros climáticos promedio de Tri Klyucha | Parámetros climáticos promedio de Tri Klyucha | Parámetros climáticos promedio de Tri Klyucha | Parámetros climáticos promedio de Tri Klyucha |
| Mes                                           | Ene.                                          | Feb.                                          | Mar.                                          | Abr.                                          | May.                                          | Jun.                                          | Jul.                                          | Ago.                                          | Sep.                                          | Oct.                                          | Nov.                                          | Dic.                                          | Anual                                         |
| --------------------------------------------- | --------------------------------------------- | --------------------------------------------- | --------------------------------------------- | --------------------------------------------- | --------------------------------------------- | --------------------------------------------- | --------------------------------------------- | --------------------------------------------- | --------------------------------------------- | --------------------------------------------- | --------------------------------------------- | --------------------------------------------- | --------------------------------------------- |
| Temp. máx. media (°C)                         | −7                                            | −6                                            | −2                                            | 9                                             | 18                                            | 23                                            | 24                                            | 22                                            | 17                                            | 8                                             | −1                                            | −6                                            | 8.3                                           |
| Temp. mín. media (°C)                         | −16                                           | −15                                           | −9                                            | 0                                             | 6                                             | 11                                            | 13                                            | 11                                            | 7                                             | 1                                             | −6                                            | −13                                           | -0.8                                          |
| Precipitación total (mm)                      | 26                                            | 23                                            | 25                                            | 33                                            | 49                                            | 63                                            | 56                                            | 53                                            | 47                                            | 48                                            | 34                                            | 32                                            | 489                                           |
| Fuente:                                       |                                               |                                               |                                               |                                               |                                               |                                               |                                               |                                               |                                               |                                               |                                               |                                               |                                               |